# Thiago (Vorname)
Thiago ist ein männlicher Vorname.

## Herkunft und Bedeutung
→ Hauptartikel: Santiago
Bei Thiago handelt es sich um eine Variante des Vornamens Tiago.

## Verbreitung
Der Name Thiago ist in Brasilien weit verbreitet. Insbesondere in den 1970er Jahren wurde er gerne vergeben. Er wird etwas seltener gewählt als seine Variante Tiago. Obwohl seine Popularität in den vergangenen Jahren sank, sehen Hochrechnungen für das Jahr 2022 Thiago immer noch auf der Hitliste der 100 beliebtesten Jungennamen.
In Deutschland wird der Name seit den 2000er Jahren häufiger vergeben. Im Jahr 2021 belegte er Rang 293 der Hitliste. Dabei wählten etwa 40 % der Eltern die Variante Thiago, 60 % die Schreibweise Tiago.

## Namensträger

### Spielername
- Thiago (Thiago Alcântara do Nascimento; * 1991), spanischer Fußballspieler

### Vorname
- Thiago Alves (* 1982), brasilianischer Tennisspieler
- Thiago Braga de Oliveira (* 1988), deutsch-brasilianischer Schauspieler
- Thiago Braz (* 1993), brasilianischer Leichtathlet (Stabhochsprung)
- Thiago Cionek (* 1986), polnischer Fußballspieler
- Thiago Heleno (* 1988), brasilianischer Fußballspieler
- Thiago de Lima Silva (* 1983), brasilianisch-österreichischer Fußballspieler
- Thiago Machado dos Santos (1976–2005), brasilianischer Triathlet
- Thiago Maia (* 1997), brasilianischer Fußballspieler
- Thiago Martins (Thiago Martins Bueno; * 1995), brasilianischer Fußballspieler
- Thiago de Mello (1926–2022), brasilianischer Schriftsteller, Übersetzer und Regenwaldschützer
- Thiago Monteiro (* 1994), brasilianischer Tennisspieler
- Thiago Motta (* 1982), brasilianisch-italienischer Fußballspieler und -trainer
- Thiago Neves (* 1985), brasilianischer Fußballspieler
- Thiago Pereira (* 1986), brasilianischer Schwimmer
- Thiago Quirino (* 1985), brasilianischer Fußballspieler
- Thiago Ribeiro (* 1986), brasilianischer Fußballspieler
- Thiago Rockenbach (* 1985), brasilianischer Fußballspieler
- Thiago Santos Barbosa (* 1982), brasilianischer Beachvolleyballspieler
- Thiago Silva (* 1984), brasilianischer Fußballspieler
- Thiago Soares Alves (* 1986), brasilianischer Volleyballspieler